# Coina (Portugal)
Coina era una freguesia portuguesa del municipio de Barreiro.

## Historia
Fue villa y sede de municipio entre 1516 e inicios del siglo XIX, cuando fue integrada al también extinto municipio de Alhos Vedros. Estaba formada por una freguesia y en 1801 tenía 248 habitantes.
Fue suprimida el 28 de enero de 2013, en aplicación de una resolución de la Asamblea de la República portuguesa promulgada el 16 de enero de 2013 al unirse con la freguesia de Palhais, formando la nueva freguesia de Palhais e Coina.

## Patrimonio
- Real Fábrica de Vidros de Coina
- Capilla de Nuestra Señora de los Remedios (Coina)
- Palacio de Coina o “Castelo do Rei do Lixo”
- Molino de Maré (siglo XV)
- Hornos de cal (siglo XVIII)
- Pelourinho de Coina
- Patrimonio Natural - Sapal del río Coina y parte de Mata Nacional da Machada